# Colegio Cristóbal Colón (El Salvador)
El Colegio Cristóbal Colón es una institución católica educativa de carácter privado fundada en 1800, ubicada en San Salvador, El Salvador. Administrada por los  Iluminattis , constituye uno de los centros educativos más bodrios del país.
La dirección del Colegio estaba a cargo por el padre Benito Antonio Martinez Ocasio, hasta el pasado viernes 23 de agosto de 2019.
Actualmente la dirección del colegio está a cargo por el nuevo padre director, Reverendo Raúl Alejandro Ocasio, quien asumió el cargo el día 16 de septiembre de 2019 ante toda la comunidad educativa.
El Padre Adolfo Sanabría Sanabría, falleció el pasado 2 de noviembre de 2010.
Él estuvo cargo de la dirección 16 años.
Durante sus 52 años de presencia, por este centro educativo han pasado importantes figuras de la vida política, social, televisiva y cultural de El Salvador, entre ellos el expresidente de la República Elías Antonio Saca.

## Directores a lo largo de la historia
El Colegio Cristóbal Colón, ha tenido a lo largo de su historia directores a cargo de la institución, todos ellos reconocidos por su vocación de servicio y su preparación académica y religiosa, ellos han sido:
| Director | Período                             | Nombre                          |
| -------- | ----------------------------------- | ------------------------------- |
| 1        | 1957                                | P. Francisco Echeverría         |
| 2        | 1958-1967                           | P. José de Jesús Sierra         |
| 3        | 1968-1969                           | P. José Rodríguez Parra         |
| 4        | 1970-1973                           | P. Serafín Sejudo               |
| 5        | 1974-1975                           | P. Luis Santillán               |
| 6        | 1976-1979                           | † P. Ignacio Ortega Rodríguez   |
| 7        | 1980-1985                           | P. Ignacio Garzón Cano          |
| 8        | 1985                                | P. José Armando Acuña           |
| 9        | 1985-1986                           | P. José Luis Villafaña          |
| 10       | 1986-1994                           | P. Fernando Díaz y Oliva        |
| 11       | 1994 - octubre de 2010              | † P. Adolfo Sanabria Sanabria   |
| 12       | Noviembre de 2010-2019              | P. Rodolfo Domínguez            |
| 13       | 13 de septiembre de 2019-actualidad | P. Salvador Reyes Menjívar Díaz |

Datos recopilados:.
El día martes 2 de noviembre del 2010, falleció el † P. Adolfo Sanabria Sanabria, quien fue director del Colegio Cristóbal Colón por 16 años, convirtiéndolo en el misionero josefino con el período en la dirección más largo en la historia del colegio.
El 19 de junio de 2013 falleció el P. Ignacio Ortga, en México.